# Google Tag Manager
Google Tag Manager (anciennement aussi connu sous le nom de Google Gestionnaire de balises), est un outil gratuit de gestion de balises développé par Google à destination des webmestres.

## Historique
L'outil a été lancé en octobre 2012, suivi d'une nouvelle interface complètement repensée en janvier 2015. Cette nouvelle interface supprime notamment la nécessité d'installer des balises d'écouteurs d'événements et renomme certains concepts, comme les règles, renommées en déclencheurs, et les macros, renommées en variables.
En octobre 2019, une galerie de modèles issus de la communauté est intégrée.

## Fonctionnement
Google Tag Manager permet de n'inclure qu'un seul script JavaScript sur son site et de gérer l'intégralité de la configuration sur le back office de l'outil. Ainsi, un utilisateur pourra, par exemple, facilement inclure Google Analytics sur l'ensemble de ses pages, un script de conversion Google Ads sur la page de remerciement après l'achat et, par exemple, un deuxième script de mesure d'audience.

### Installation
Il est conseillé d'inclure le script juste après la balise ouvrante <head>, ceci afin de s'assurer du chargement rapide du script. Il faut également inclure la seconde balise <noscript> juste après l'ouverture du <body> qui servira uniquement pour les balises images pour les utilisateurs n'ayant pas JavaScript activé.

## Sécurité et performance
Le script étant asynchrone, il ne génère pas de ralentissement lors du chargement de la page. 
N'importe quel script peut être intégré via le back-office, il est donc important de s'assurer que l'ensemble des comptes Google qui ont un accès en publication à l'outil soient sécurisés. Il est ainsi conseillé d'utiliser la double authentification, afin de réduire les risques qu'un hacker ne prenne la main sur le site et n'utilise le gestionnaire de balises pour injecter des scripts malveillants, comme des redirections ou des téléchargements de malware.